# Prêmio da Música Brasileira de 2018
O Prêmio da Música Brasileira de 2018 foi a 29ª edição da premiação. A cerimônia de entrega da premiação foi realizada em 15 de agosto, no Theatro Municipal do Rio de Janeiro.
O cantor e compositor Luiz Melodia, falecido em agosto do ano anterior em decorrência de um mieloma múltiplo, foi o grande homenageado da noite.

## Performances
- Fabiana Cozza — "Ébano"
- Lenine e João Cavalcante — "Congênito"
- Alcione — "Estácio, Holly Estácio"
- Céu — "Salve Linda Canção Sem Esperança"
- Áurea Martins e Xênia França — "Juventude Transviada"
- Caetano Veloso, Maria Bethânia, Moreno, Zeca e Tom Veloso — "Pérola Negra"
- Zezé Motta e Sandra de Sá — "Dores de Amores"
- Baby do Brasil — "Magrelinha"
- Lazzo Matumbi, IZA e Liniker — "Negro Gato"

## Vencedores e indicados

### Canção Popular
| Melhor Álbum - Ângela Maria e as Canções de Roberto & Erasmo - Ângela Maria - BIXA - As Bahias e a Cozinha Mineira - Coração - Johnny Hooker | Melhor Canção - "As Caravanas" - Chico Buarque - "Massarandupió" - Chico Buarque - "Tua Cantiga" - Chico Buarque |
| Melhor Cantor - Leo Russo - Roberto Carlos - Tibério Azul                                                                                    | Melhor Cantora - Alcione - Amelinha - Ângela Maria                                                               |
| Melhor Dupla - Chitãozinho & Xororó - Lourenço & Lourival - Zezé Di Camargo & Luciano                                                        | Melhor Grupo - As Bahias e A Cozinha Mineira' - Psirico - Trio Parada Dura                                       |

### Categorias Especiais
| Melhor Álbum Eletrônico - Frevotron - Spok, DJ Dolores e Yuri Queiroga - Sintetizamor - João Donato e Donatinho | Melhor Álbum em Língua Estrangeira - Ay, amor! - Fabiana Cozza - Lessons in Love - Indiana Nomma - Walkin' In White Shoes - David Kerr e Canastra Trio |
| Melhor Álbum Erudito - Brahms - Nelson Freire - Heitor Villa-Lobos, Sinfonias nº 8, 9 e 11 - Orquestra Sinfônica do Estado de São Paulo - Villa-Lobos, Quartetos e Cordas - Quarteto Bessler-Reis & Quarteto Amazônia | Melhor Álbum Infantil - Deu Bicho na Casa - Sula Kossatz - Música de Brinquedo 2 - Pato Fu - Sem Você Não A - Tom Zé                                   |

### MPB
| Melhor Cantor - Dori Caymmi - João Bosco - Zé Renato | Melhor Cantora - Joyce Moreno - Zélia Duncan - Zizi Possi                                           |
| Melhor Grupo - Equale - Ordinarius - Quarteto do Rio | Melhor Álbum - Caravanas - Chico Buarque - Voz de Mágoa - Dori Caymmi - Mano Que Zuera - João Bosco |

### Samba
| Melhor Cantor - Criolo - Diogo Nogueira - Thiago Miranda                    | Melhor Cantora - Ana Costa - Leci Brandão - Sandra Portella                                                                      |
| Melhor Grupo - Épreta - Moacyr Luz e Samba do Trabalhador - Tempero Carioca | Melhor Álbum - Ao Vivo, no Bar Pirajá - Moacyr Luz e Samba do Trabalhador - Espiral de Ilusão - Criolo - Munduê - Diogo Nogueira |